# Steinreihen auf dem Champ de la Justice

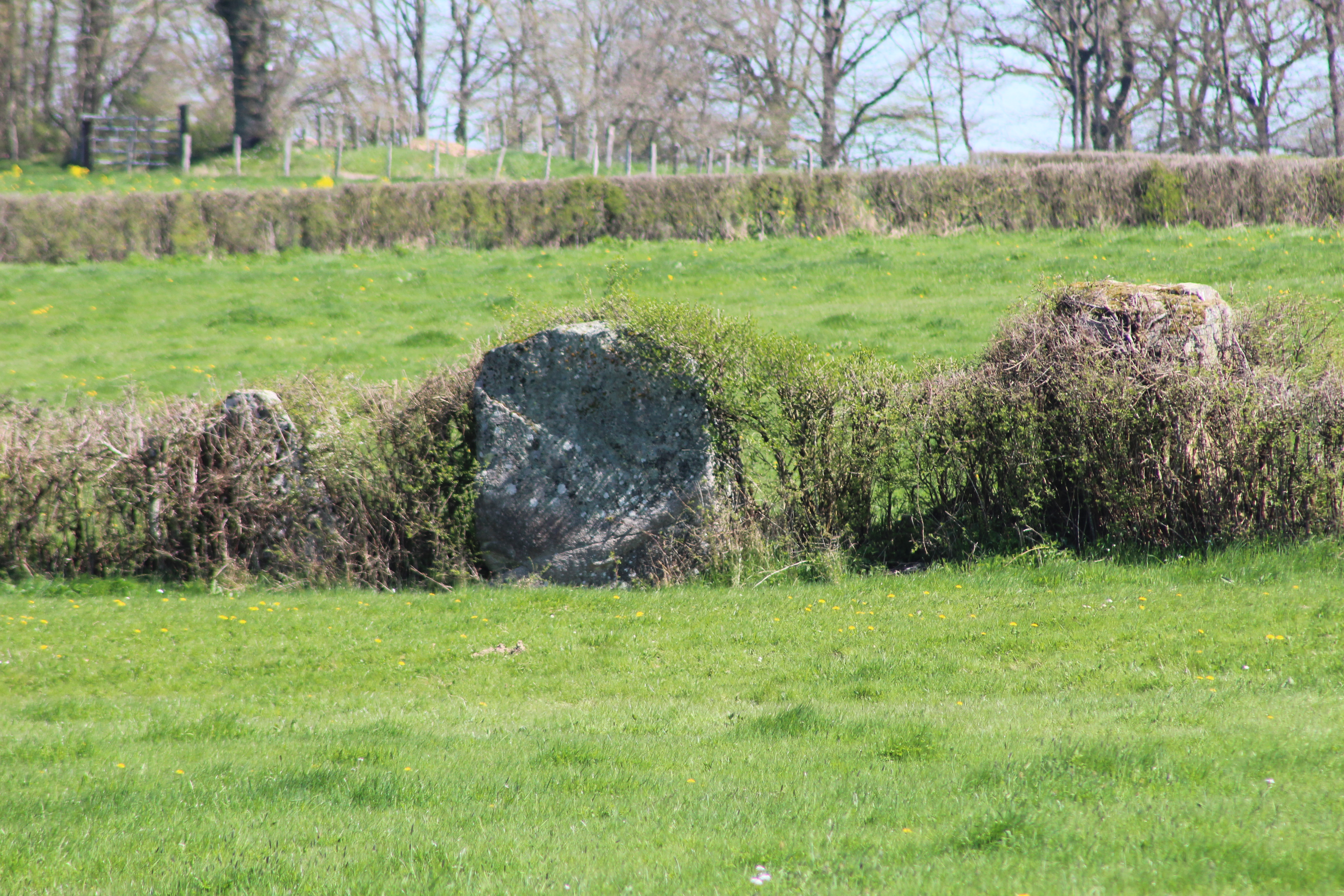
Steinreihe auf dem Champ de la Justice

Von den Steinreihen auf dem Champ de la Justice (französisch Alignements du Champ de la Justice) existiert nur noch eine vergleichsweise niedrige Steinreihe. Sie befanden sich nördlich von Autun im Norden des Département Saône-et-Loire in Frankreich.
Die Steinreihen wurden 1872 zusammen mit vielen prähistorischen Objekten entdeckt und stammen aus dem mittleren Neolithikum. Obwohl sie von dem Apotheker Paul Jean Rigollot (1810–1873) begradigt wurde, blieben von den 30 Menhiren nur fünf in einer Hecke erhalten, darunter ein umgestürzter. Drei Menhire sind seit 1921 als Monument historique klassifiziert.